# برج سوفاز
برج سوفاز هو مبنى متعدد الطوابق يقع في باكو، عاصمة أذربيجان.

ناطحة السحاب الجديدة هذه، المبنى الإداري الجديد لصندوق النفط الحكومي لجمهورية أذربيجان (SOFAZ)، هو مشروع فريد يضم أحدث الابتكارات التكنولوجية التي تتماشى مع أعلى المعايير الدولية وعناصر من 9 مدارس السجاد في أذربيجان.

بهدف بناء مبنى إداري جديد لصندوق النفط الحكومي الأذربيجاني (SOFAZ) بموجب الأمر رقم 367 الصادر عن مجلس الوزراء في جمهورية أذربيجان بتاريخ 29 ديسمبر 2009، 0.64 هكتار من الأراضي في شارع 6 كوندالان، تم نقل مقاطعة نظامي إلى رصيد الصندوق. في ذلك اليوم، حضر الرئيس إلهام علييف مراسم وضع حجر الأساس لمؤسسته.

في 20 ديسمبر 2011، تم توقيع اتفاقية ثنائية بشأن البناء مع شركة البناء. بعد ذلك، بدأت المرحلة النشطة من تشييد برج SOFAZ. فازت شركة NV Besix SA بالمناقصة نتيجة مناقصة الشراء وفقًا للمادة 48 من قانون جمهورية أذربيجان «بشأن المشتريات العامة» على أساس موافقة وكالة المشتريات الحكومية لجمهورية أذربيجان وفي 20 ديسمبر 2011، تم التوقيع على صندوق النفط الحكومي وكونسورتيوم بيسكس- آس بيسكس بعقد شراء ذي صلة بقيمة 916000 84 يورو. وقد شارك المتعاقدون من الباطن المحليون والأجانب في تشييد المبنى من قبل المقاول العام.

تم الانتهاء من أعمال البناء والتصميم للمبنى على مدى 5 سنوات. تم تطوير مشروع البناء للمبنى من قبل الشركة الفرنسية «انتر آرت ايتوديس». تم تنفيذ عملية البناء تحت رعاية شركة AECOM الأمريكية، "N.V. Besix SA" 

## تفاصيل المشروع
يتكون المبنى من 24 طابقًا وطابقين تحت الأرض، بارتفاع 117 مترًا، وتراس على السطح بطول 140 مترًا. المساحة الإجمالية للمبنى 13000 متر مربع. إلى جانب موقف للسيارات تحت الأرض مؤلف من طابقين، يحتوي المبنى الجديد المكون من 26 طابقاً على منضدة من ثلاثة طوابق، و18 طابق مكتب مفتوح، وثلاثة طوابق تقنية، ومكتبة، ومتحف، وقاعة مؤتمرات تتسع لـ 200 شخص، وقاعات اجتماعات، المطاعم، الخ المتاحة.

يحتوي المبنى على واجهة مزدوجة. وهي مصممة لتلبية متطلبات الاستدامة وكفاءة الطاقة، والتي تأخذ في الاعتبار تطبيق النظم التكنولوجية الحديثة، فضلًا عن مفهوم البنية التحتية التكنولوجية الفكرية، وتفي بمتطلبات فئة المباني الخضراء. يعتمد التصميم الداخلي للمبنى على معايير مبنى المكاتب الصفية، مع مراعاة التراث الثقافي الوطني لأذربيجان.